# 三枝香水道
三枝香水道位于广州市番禺区北部，是珠江后航道在洛溪岛西端右岸分出的汊流，三枝香水道自洛溪岛西端起沿洛溪岛南岸蜿蜒向东流至小谷围岛以南与后航道另一支汊流沥滘水道相会，中段右岸有大石涌（大石水道）汇入。水道全长约10千米。三枝香水道流经地区有大量中小企业，未经处理的污水和通航货轮排污长期污染水道。